# Lotso
Lotso (Lots o' Huggin' Bear)  fue un personaje ficticio de la película Toy Story 3, producida por Disney Pixar, donde se desempeña como el antagonista principal. Originalmente, Lotso era el peluche favorito de una niña llamada Daisy, a quien también pertenecían otros juguetes como Bebote y Risas. 
Tras ser dejado accidentalmente en un parque y posteriormente reemplazado por un peluche idéntico, Lotso experimenta un cambio drástico en su personalidad.

## Descripción
Caracterizado como un oso de peluche de color rosa y blanco con una nariz violeta de textura aterciopelada, Lotso destaca por su aroma a frutas. A pesar de su apariencia tierna, el personaje revela una naturaleza malévola a lo largo de la película.  Se convierte en el líder de la guardería Sunnyside, donde ejerce control sobre los demás juguetes, especialmente sobre los recién llegados, asignándolos al salón 'Orugas', donde suelen deteriorarse rápidamente. Además, impide que los juguetes de Sunnyside regresen con sus dueños originales, argumentando que todos los niños finalmente se deshacen de sus juguetes.
El personaje de Lotso juega un papel crucial en la narrativa de Toy Story 3, desencadenando eventos que ponen a prueba a los protagonistas y profundizan el argumento con temas de lealtad, pérdida y redención. La tensión entre Lotso y Woody subraya la trama, llevando a momentos decisivos que destacan su rivalidad. Esta dinámica culmina en secuencias clave que resaltan la evolución de Lotso a lo largo de la película, contribuyendo significativamente al desarrollo de la historia y a las lecciones morales que esta transmite.

## Apariciones en el cine
- Up (Cameo) (2009) [4]
- Toy Story 3 (2010) [5]
- Cars 2 (Cameo versión auto) (2011)[4]

## Voz
- Ned Beatty (Original Inglés)
- Octavio Rojas (Latinoamérica)
- Luis Mas (Español ESP)
- Carlos Andrés Sánchez (Chapín ESP)